# Добрянська сільська рада (Городоцький район)
Добрянська сільська рада  — колишній орган місцевого самоврядування у Городоцькому районі Львівської області з центром у с. Добряни.

## Загальні відомості
Історична дата утворення: в 1939 році. Водоймища на території, підпорядкованій даній раді: річка Ракушка.

## Населені пункти
Сільраді були підпорядковані населені пункти:
- с. Добряни
- с. Бар
- с. Милятин
- с. Підмогилка

## Склад ради
- Сільський голова: Пронько Ярослав Михайлович
- Секретар сільської ради: Мілян Олександра Ярославівна
- Загальний склад ради: 16 депутатів

### Керівний склад ради
| ПІБ                        | Основні відомості                                                               | Дата обрання | Дата звільнення |
| -------------------------- | ------------------------------------------------------------------------------- | ------------ | --------------- |
| Пронько Ярослав Михайлович | Сільський голова, 1960 року народження, освіта, безпартійний                    | 26.03.2006   | 31.10.2010      |
| Пронько Ярослав Михайлович | Сільський голова, 1960 року народження, освіта середня спеціальна, безпартійний | 31.10.2010   |                 |

Примітка: таблиця складена за даними джерела

### Депутати
Результати місцевих виборів 2010 року за даними ЦВК
| № зп | № округу | Прізвище, ім'я, по батькові   | Дата визнання обраним | Відомості про обраного депутата                                                                            |
| ---- | -------- | ----------------------------- | --------------------- | --- |
| 1    | 1        | Іванишин Оксана Ярославівна   | 04.11.2010            | Освіта середня спеціальна, позапартійна, бібліотека с. Добряни, завідувач                                  |
| 2    | 2        | Паліса Степан Володимирович   | 04.11.2010            | Освіта середня, член Політичної партії «Наша Україна», тимчасово не працює                                 |
| 3    | 3        | Мілян Олександра Ярославівна  | 04.11.2010            | Освіта середня спеціальна, член Політичної партії «Наша Україна», Добрянська сільська рада, секретар       |
| 4    | 4        | Кугаєвич Іван Степанович      | 04.11.2010            | Освіта середня, позапартійний, приватний підприємець                                                       |
| 5    | 5        | Дільний Антон Петрович        | 04.11.2010            | Освіта середня, позапартійний, Загальноосвітня школа № 2, оператор газової котельні                        |
| 6    | 6        | Сабат Богдан Володимирович    | 04.11.2010            | Освіта середня спеціальна, позапартійний, ДЕПО Львів-Захід, машиніст електровоза                           |
| 7    | 7        | Баран Остап Григорович        | 04.11.2010            | Освіта середня, позапартійний, Міжрегіональна Академія Управління Персоналом м. Львів, студент             |
| 8    | 8        | Хома Михайло Григорович       | 04.11.2010            | Освіта середня, позапартійний, тимчасово не працює                                                         |
| 9    | 9        | Баран Володимир Остапович     | 04.11.2010            | Освіта середня спеціальна, позапартійний, АЕБ" Ефорт-Гарант"-1, охоронник                                  |
| 10   | 10       | Бугаєвська Людмила Іванівна   | 04.11.2010            | Освіта вища, позапартійна, бібліотека с. Милятин, завідувач                                                |
| 11   | 11       | Томаневич Любов Володимирівна | 04.11.2010            | Освіта середня, позапартійна, Народний дім с. Добряни, завідувач                                           |
| 12   | 12       | Дідух Василь Васильович       | 04.11.2010            | Освіта середня спеціальна, член Української Народної Партії, ТзОВ «Барвінок» м. Городок, старший охоронець |
| 13   | 13       | Галаха Іван Степанович        | 04.11.2010            | Освіта середня спеціальна, позапартійний, Вагонно-ремонтне пасажирське депо, м. Львів, токар               |
| 14   | 14       | Дільна Галина Михайлівна      | 04.11.2010            | Освіта середня, позапартійна, Добрянське поштове відділення, листоноша                                     |
| 15   | 15       | Пунейко Зоряна Федорівна      | 04.11.2010            | Освіта середня спеціальна, позапартійна, ТзОВ «БАДЕР Україна» м. Городок, контролер                        |
| 16   | 16       | Куциняк Ольга Йосипівна       | 04.11.2010            | Освіта середня спеціальна, позапартійна, Центральна районна лікарня м. Городок, фельдшер-лаборант          |